# Misaki Matsutomo
Misaki Matsutomo (Tokushima, 8 de fevereiro de 1992) é uma jogadora de badminton japonesa, campeã olímpica e especialista em duplas.

## Carreira
Misaki Matsutomo representou seu país nos Jogos Olímpicos de Verão de 2016 conquistando a medalha de ouro, nas duplas femininas ao lado de Ayaka Takahashi.